# Narayansthan
Narayansthan (nep. नारायणस्थान) – gaun wikas samiti w zachodniej części Nepalu w strefie Dhawalagiri w dystrykcie Baglung. Według nepalskiego spisu powszechnego z 2011 roku liczył on 781 gospodarstw domowych i 2876 mieszkańców (1679 kobiet i 1197 mężczyzn).